# Довжок (Жмеринський район)
Довжок — село в Україні, у Мурафській сільській громаді Жмеринського району Вінницької області. Населення становить 777 осіб. 
Раніше село належало до Мурафської сільської ради Шаргородського району.

## Загальні відомості
Село розташоване по обидва боки річки Мурафа, більша частина знаходиться на лівому її березі. Вулиці протягуються з півдня на північ вздовж річки на пагорбах. Налічується шість вулиць: Мічуріна, Леніна, Миру, ім. Героя Мандибури М. К., Молодіжна і Польова. Є два ставки які в народі носять назви «старий» та «новий». Село межує з такими селами Шаргородського району як Мурафа (на півночі), Хоменки, Джурин (на півдні), Михайлівка, Мала Деребчинка (на сході), Лукашівка, Дерев'янки (на заході).
Також в селі діє ТОВ ім. Мічуріна, яке займається вирощуванням сільськогосподарських культур (пшениця, ячмінь, буряк, соя, кукурудза, соняшник), та має ферми з поголів'ям великої рогатої худоби та свиней. Директор ТОВ ім. Мічуріна Шаргало А. Б.
У Довжку є загальноосвітня школа та дитячий садок-ясла, будинок культури та бібліотека.

## Відомі люди
В селі Довжок народився Михайло Карпович Мандибура (нар.10 квітня 1921 року) — Герой Радянського Союзу (звання присвоєне 22 липня 1944 року. Михайло Мандибура також нагороджений медаллю «Золота Зірка». Брав участь у боях під Москвою, у звільненні Калінінської області, Білорусі. Звання Героя СРСР отримав за атаку з тилу ворога, що дозволило форсувати річку Західну Двину без значних людських втрат з боку радянської армії. Після повернення з війни очолював місцевий колгосп. Іменем героя названа вулиця в селі Довжок.[джерело?].

## З історії ХХ сторіччя
Під час Голодомору 1932–1933 років в селі загинуло від голоду більше 100 людей, що становило понад 12% мешканців села.